# ザ・ベター・ハーフ
『ザ・ベター・ハーフ』（英語: The Better Half）は、2017年にフィリピンのABS-CBNで放送された連続テレビドラマである。全148話。
| スタブアイコン | サブスタブ | この項目は、まだ閲覧者の調べものの参照としては役立たない、テレビ番組に関連した書きかけの項目です。この項目を加筆・訂正などしてくださる協力者を求めています（P:テレビ/PJ:放送または配信の番組）。 |